# Ré-option
En droit pénal canadien, la ré-option est une procédure pénale qui permet à un accusé de revenir sur son choix quant à un procès devant juge seul, un procès devant juge et jury ou un procès devant un juge de la Cour provinciale. La disposition pertinente est l'article 561 du Code criminel.
L'article 561 distingue entre les situations où l'accusé avait demandé une enquête préliminaire et les situations où il n'en avait pas demandé. 

## Texte de la disposition
« 561 (1) Un prévenu qui a choisi ou qui est réputé avoir choisi d’être jugé autrement que par un juge de la cour provinciale peut choisir :
a) dans le cas où il est accusé d’une infraction pour laquelle une enquête préliminaire a été demandée au titre du paragraphe 536(4) :
(i) à tout moment avant ou après la fin de son enquête préliminaire avec le consentement écrit du poursuivant, d’être jugé par un juge de la cour provinciale,
(ii) à tout moment avant la fin de son enquête préliminaire ou avant le soixantième jour suivant celle-ci, de droit, un autre mode de procès qui n’est pas un procès devant un juge de la cour provinciale,
(iii) à partir du soixantième jour qui suit la conclusion de son enquête préliminaire, tout mode de procès avec le consentement écrit du poursuivant;
b) dans le cas où il est accusé d’une infraction pour laquelle une telle enquête n’a pas été demandée au titre du paragraphe 536(4) ou pour laquelle il n’a pas droit de faire une telle demande :
(i) de droit, au plus tard soixante jours avant la date fixée pour son procès, un autre mode de procès qui n’est pas un procès devant un juge de la cour provinciale,
(ii) tout mode de procès avec le consentement du poursuivant.
Droit à un nouveau choix
(2) Un prévenu qui a choisi d’être jugé par un juge de la cour provinciale peut de droit, au plus tard soixante jours avant la date fixée pour son procès, choisir un autre mode de procès; il ne peut par la suite le faire qu’avec le consentement écrit du poursuivant. »